# Araignée (viande)
Pour les articles homonymes, voir Araignée (homonymie).
 (juillet 2016).
Si vous disposez d'ouvrages ou d'articles de référence ou si vous connaissez des sites web de qualité traitant du thème abordé ici, merci de compléter l'article en donnant les références utiles à sa vérifiabilité et en les liant à la section « Notes et références ».

L'araignée selon la découpe traditionnelle française.

L’araignée est un morceau de viande de bœuf ou de porc, qualifié de « morceau de choix » car les bouchers ne les vendaient que très rarement en raison de sa rareté et de son aspect peu présentable.
Cette pièce située au niveau de l’aine de l’animal peut être comparée à l’adducteur chez l’homme. Elle est rare car son poids est d’environ deux fois six cents grammes par animal (une araignée pour chaque patte arrière). Son nom provient de sa ressemblance avec une araignée lorsqu’elle est préparée, car il faut d’abord la couper en deux dans son épaisseur pour éliminer le ligament qui la traverse, et chacune des quatre extrémités musculaires rejoignant et se fixant au quadriceps de la vache se retrouve dégagée, formant ainsi le cœur de l’araignée et ses huit pattes.
La texture de cette pièce est très tendre, pouvant être apparentée à la bavette, tout en ayant un goût beaucoup plus prononcé.